# Rano Kau
Rano Kau – krater wulkaniczny o średnicy ok. 1,5 km, położony na południowym zachodzie Wyspy Wielkanocnej, którego dno zajmuje zarastające kraterowe jezioro wulkaniczne o średnicy ok. 1 km. W sąsiedztwie krateru znajdują się pozostałości historycznej osady Orongo z kamiennymi domami-łodziami i licznymi petroglifami.

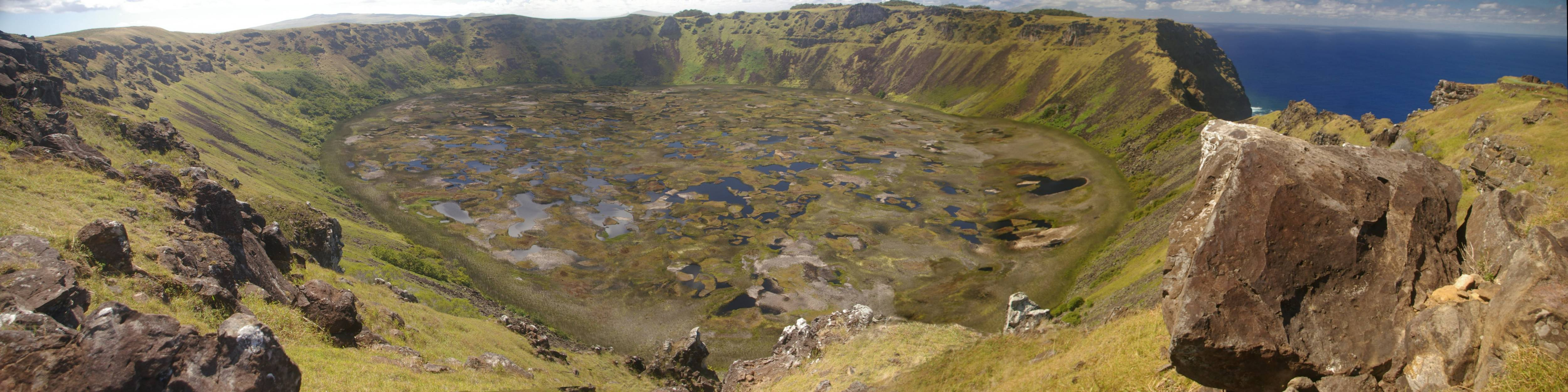
Panorama Rano Kau